# Nikola Ćaćić
Nikola Ćaćić (cyr. Никола Ћаћић; ur. 7 grudnia 1990 w Banja Luce) – serbski tenisista pochodzenia bośniackiego.

## Kariera tenisowa
Zawodowy tenisista od roku 2007.
W grze podwójnej zwycięzca trzech turniejów o randze ATP Tour z siedmiu rozegranych finałów.
Najwyżej klasyfikowany w rankingu gry pojedynczej na 281. miejscu (8 września 2014), a w zestawieniu gry podwójnej na 35. pozycji (8 listopada 2021).

### Finały w turniejach ATP Tour
| Legenda                                      |
| -------------------------------------------- |
| Wielki Szlem                                 |
| Igrzyska olimpijskie                         |
| Tennis Masters Cup / ATP Finals              |
| ATP Masters Series / ATP Tour Masters 1000   |
| ATP International Series Gold / ATP Tour 500 |
| ATP International Series / ATP Tour 250      |

#### Gra podwójna (3–4)
| Końcowy wynik | Nr | Data                 | Turniej      | Nawierzchnia  | Partner           | Przeciwnicy                           | Wynik finału      |
| ------------- | -- | -------------------- | ------------ | ------------- | ----------------- | ------------------------------------- | ----------------- |
| Zwycięzca     | 1. | 29 września 2019     | Chengdu      | Twarda        | Dušan Lajović     | Jonatan Erlich Fabrice Martin         | 7:6(9), 3:6, 10–3 |
| Zwycięzca     | 2. | 9 lutego 2020        | Montpellier  | Twarda (hala) | Mate Pavić        | Dominic Inglot Aisam-ul-Haq Qureshi   | 6:4, 6:7(4), 10–4 |
| Zwycięzca     | 3. | 7 marca 2021         | Buenos Aires | Ceglana       | Tomislav Brkić    | Ariel Behar Gonzalo Escobar           | 6:3, 7:5          |
| Finalista     | 1. | 11 kwietnia 2021     | Marbella     | Ceglana       | Tomislav Brkić    | Ariel Behar Gonzalo Escobar           | 2:6, 4:6          |
| Finalista     | 2. | 24 lipca 2021        | Umag         | Ceglana       | Tomislav Brkić    | Fernando Romboli David Vega Hernández | 3:6, 5:7          |
| Finalista     | 3. | 24 października 2021 | Moskwa       | Twarda (hala) | Tomislav Brkić    | Harri Heliövaara Matwé Middelkoop     | 5:7, 6:4, 9–11    |
| Finalista     | 4. | 9 kwietnia 2023      | Estoril      | Ceglana       | Miomir Kecmanović | Sander Gillé Joran Vliegen            | 3:6, 4:6          |